# Симити
Симити (исп. Simití) — город и муниципалитет на севере Колумбии, на территории департамента Боливар.

## История
До прихода испанцев территорию муниципалитета населяли представители индейского племени тахами.
Поселение, из которого позднее вырос город, было основано в 1537 году конкистадором Антонио де Небрихой (1507—1540). Муниципалитет Симити был выделен в отдельную административную единицу в 1933 году.

## Географическое положение

Муниципалитет Симити

Город расположен в юго-восточной части департамента, на полуострове южного берега озера Сьенага-де-Симити, на расстоянии приблизительно 314 километров к юго-востоку от города Картахена, административного центра департамента. Абсолютная высота — 37 метров над уровнем моря.

Муниципалитет Симити граничит на севере с территорией муниципалитета Моралес, на западе и юго-западе — с муниципалитетом Санта-Роса-дель-Сур, на юге — с муниципалитетом Сан-Пабло, на востоке — с территорией департамента Сантандер. Площадь муниципалитета составляет 1345 км².

## Население
По данным Национального административного департамента статистики Колумбии, совокупная численность населения города и муниципалитета в 2015 году составляла 20 271 человек.
Динамика численности населения муниципалитета по годам:
| 2005   | 2006   | 2007   | 2008   | 2009   | 2010   | 2011   | 2012   | 2013   | 2014   | 2015   |
| ------ | ------ | ------ | ------ | ------ | ------ | ------ | ------ | ------ | ------ | ------ |
| 18 418 | 18 505 | 18 615 | 18 746 | 18 898 | 19 073 | 19 269 | 19 487 | 19 726 | 19 988 | 20 271 |

Согласно данным переписи 2005 года мужчины составляли 53,8 % от населения Симити, женщины — соответственно 46,2 %. В расовом отношении белые и метисы составляли 96,3 % от населения города; негры, мулаты и райсальцы — 3,6 %; индейцы — 0,1 %.
Уровень грамотности среди всего населения составлял 82,7 %.

## Экономика
Основу экономики Симити составляют растениеводство (основные культуры — кукуруза, маниок, бананы, рис, фасоль и какао), животноводство и рыболовство.

55,1 % от общего числа городских и муниципальных предприятий составляют предприятия торговой сферы, 36,4 % — предприятия сферы обслуживания, 6 % — промышленные предприятия, 2,5 % — предприятия иных отраслей экономики.